# Epanthidium trichura
Epanthidium trichura là một loài Hymenoptera trong họ Megachilidae. Loài này được Moure & Urban mô tả khoa học năm 1991.